# Baltasar Paes
Baltasar Paes (Lisboa, 1570 - Coímbra, 23 de marzo de 1638) fue un sacerdote católico, trinitario calzado, teólogo, biblista, predicador real, profesor universitario y escritor portugués.

## Biografía
Baltasar Paes nació en Lisboa en el año 1570, en el seno de una familia noble. Sus padres fueron Gaspar Paes y Auta Rodrigues da Cunha. Sus primeros estudios los cursó en el colegio de San Antonio de su ciudad natal. A los quince años de edad se alistó en la Armada Invencible. Cuatro años después, desengañado de la vida militar, decidió abrazar la vida religiosa, entrando en la Orden Trinitaria, donde profesó (20 de mayo de 1590) y fue ordenado sacerdote. Estudió la filosofía bajo la tutoría del trinitario Bartolomé de Paiva y la teología en la Universidad de Coímbra. Allí mismo se especializó y doctoró en Sagrada Escritura. El rey Felipe II de Portugal (III de España) le nombró profesor de Sagrada Escritura en esta última. Además de la cátedra, ejerció otros ministerios pastorales como el de predicador de los reyes Felipe II y Felipe IV, examinador del Patronato Real, protonotario apostólico y juez del Tribunal de la Legacía.
En la Orden Trinitaria, Paes desempeñó los cargos de rector del colegio de Coímbra, ministro de la casa de Santarém y ministro de la provincia de Portugal. Falleció en la casa de Coímbra el 23 de marzo de 1638. Sus biógrafos dicen que había rechazado los obispados de Ceuta, Viseu y Luanda. Dejó varios escritos, especialmente comentarios bíblicos y sermones.